# Дхаван, Варун
Варун Дхаван (хинди वरुण धवन, англ. Varun Dhawan, род. 24 апреля 1987, Бомбей, Индия) — индийский актёр.

## Биография
Варун родился в Бомбее в семье режиссёра Дэвида Дхавана и его жены Каруны. Его старший брат Рохит — режиссёр, а дядя Анил — актёр. Будущий актёр получил среднее образование в колледже торговли и экономики и степень в управлении бизнесом в Nottingham Trent University. До начала актёрской карьеры он был ассистентом режиссёра Карана Джохара в фильме «Меня зовут Кхан».
В 2012 году Варун дебютировал в фильме «Студент года» вместе с другими дебютантами Сидхартом Малхотра и Алией Бхатт. Его герой — Рохан Нанда, сын богатого бизнесмена, который соревнуется со своей девушкой и лучшим другом в ежегодном студенческом соревновании. Фильм имел коммерческий успех, собрав 967 млн рупий по всему миру.
Через два года вышел фильм Main Tera Hero, режиссёром которого был его отец, и который являлся ремейком фильма «Любит — не любит» на языке телугу. Варун сыграл Шринатха Прасада, импульсивного шалопая, который влюбляется в героиню Илеаны де Круз, но под давлением соглашается жениться на героине Наргис Фахри. В том же году Варун сыграл любящего пофлиртовать пенджабского парня Ракеша Шарму в фильме «Невеста Хампти Шармы», который стал одним из наиболее прибыльных фильмов года в Индии.
В 2015 году вышел криминальный триллер «Бадлапур», где он сыграл человека, который мстит за убийство жены и сына в течение 15 лет. Фильм имел коммерческий успех и принёс ему номинацию Filmfare Award за лучшую мужскую роль. В тот год также вышел фильм ABCD 2, где он снялся вместе с Шраддхой Капур. Его персонаж основан на реальном танцоре Суреше Мукунде Мумбая, который выиграл чемпионат мира по хип-хопу в 2012 году. Фильм имел коммерческий успех, собрав кассе более 1,5 млрд рупий. В том же году вышел фильм «Влюблённые», с Шахрухом Ханом и Каджол в главных ролях. Несмотря на негативную оценку критиков, фильм стал супер-хитом и вошёл в список самых кассовых фильмов Болливуда за всю историю.

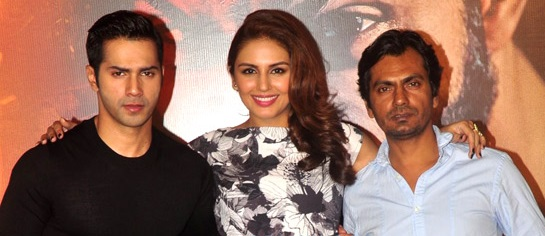
Варун Дхаван, Хума Куреши и Навазуддин Сиддикуи на премьере трейлера к фильму «Бадлапур» (2016)

В 2016 году Вару снялся в комедийном боевике «Выстрел», который срежиссировал его брат Рохит, несмотря на негативные отклики, имевший коммерческий успех. В следующем году актёр снова снялся в паре с Алией Бхатт в фильме Badrinath Ki Dulhania, который, так же как и их первый фильм, получил коммерческий успех. В том же году вышел фильм Judwaa 2, являющийся продолжением культовой комедии «Беспечные близнецы», где актёр впервые в своей карьере сыграл двойную роль. Сейчас[когда?] Варун снимается в фильмах «Sui Dhaaga : Made In India» и «October». 
В 2019 году вышел фильм Kalank, где он сыграл мускулистого кузнеца. К сожалению, несмотря на великолепный актёрский состав, фильм провалился в прокате, став одним из самых неудачных фильмов в карьере актёра.

## Фильмография
| Год  |   | Русское название                 | Оригинальное название     | Роль                        |
| ---- | - | -------------------------------- | ------------------------- | --------------------------- |
| 2012 | ф | Студент года                     | Student of the Year       | Рохан Нанда                 |
| 2014 | ф | Я твой герой                     | Main Tera Hero            | Шринатх «Сину» Прасад       |
| 2014 | ф | Невеста Хампти Шармы             | Humpty Sharma Ki Dulhania | Ракеш «Хампти» Шарма        |
| 2015 | ф | Бадлапур. Город мести            | Badlapur                  | Рагхав «Рагху» Пратап Сингх |
| 2015 | ф | Каждый может танцевать 2         | ABCD 2                    | Суреш «Суру» Мукунд         |
| 2015 | ф | Влюблённые                       | Dilwale                   | Вир Рандхир Бакши           |
| 2016 | ф | Выстрел                          | Dishoom                   | Джунаид «Джей» Ансари       |
| 2017 | ф | Невеста Бадринатха               | Badrinath Ki Dulhania     | Бадринатх «Бадри» Бансал    |
| 2017 | ф | Беспечные близнецы 2             | Judwaa 2                  | Раджа / Прем                |
| 2018 | ф | Октябрь                          | October                   | Даниш «Дан» Валия           |
| 2018 | ф | Нитка с иголкой: Сделано в Индии | Sui Dhaaga                | Мауджи                      |
| 2019 | ф | Клеймо                           | Kalank                    | Зафар                       |
| 2020 | ф | Уличный танцор 3D                | Street Dancer 3D          | Sarhej                      |
| 2020 | ф |                                  | Coolie No. 1              |                             |